# Aprostocetus blandus
Aprostocetus blandus är en stekelart som beskrevs av Kostjukov 1995. Aprostocetus blandus ingår i släktet Aprostocetus och familjen finglanssteklar. Inga underarter finns listade i Catalogue of Life.